# Spagyrik
Spagyrik (aus dem Griechischen spao „(heraus)ziehen, trennen“ und ageiro „vereinigen, zusammenführen“), lateinisch auch Ars spagyrica und Alchemia spagyrica genannt, war ursprünglich bei Paracelsus der wichtigste Grundsatz alchemistischer Arzneibereitung, seit dem 18. Jahrhundert gleichbedeutend mit Alchemie. Im Wesentlichen soll hierbei durch das Trennen und Wiedervereinigen von Wirkprinzipien einer Droge eine Wirkungssteigerung erzielt werden. Pflanzliche, mineralische und tierische Ausgangssubstanzen werden nach alchemistischer Verfahrensweise zu Spagyrika (Einzahl: Spagyrikum) verarbeitet. Nach diesem Prinzip werden auch heute noch vereinzelt arzneiliche Zubereitungen hergestellt.

## Verarbeitung der Ausgangsstoffe
Ein wichtiges Verfahren ist die Destillation, die außer in ihrer einfachen Form auch als Zirkulation (Rückflussdestillation) oder als Kohobation (Mehrfachdestillation) angewendet wird. Voran geht in der Regel ein Aufschluss der Materie – etwa durch Mazeration, auch unter Wärme (Digestion) – der bei biogenen Ausgangsstoffen oft von Fäulnis oder Gärung begleitet abläuft. Ein ebenfalls namhafter  Prozess  ist die Kalzinierung, worunter die Trocknung und Veraschung des Destillationsrückstands verstanden wird.  Die Verfahrensschritte  konzentrieren sich in der alchemistischen Weltanschauung  auf die  Abtrennung des „Wesentlichen“ von seiner stofflichen Erscheinung. Am Schluss steht die Zusammenführung der Zwischenstufen („Konjugation“) zur „Quintessenz“, der besondere Heilkräfte zugeschrieben werden.

## Spagyrika in der Gegenwart
In der Gegenwart werden Spagyrika im Wesentlichen als fertige Zubereitungen von verschiedenen Firmen angeboten, sie werden aber auch in Apotheken auf Rezept hergestellt. Dabei werden verschiedene Heilmethoden unter dem Begriff Spagyrik zusammengefasst. Das therapeutische Ziel ist die positive Beeinflussung einer imaginären „Lebenskraft“ zur Aktivierung der Selbstheilungskräfte. Theoretische Grundlage bilden Elemente der antiken Naturphilosophie (z. B. „Elementenlehre“), der Signaturenlehre und der Humoralpathologie.
Die verwendeten Verfahren unterscheiden sich in den einzelnen Herstellungsschritten deutlich voneinander. Sechs Verfahren (Krauß, Pekana, Strathmeyer, Zimpel, Glückselig, von Bernus) sind im Homöopathischen Arzneibuch (HAB) als standardisierte Herstellungsvorschriften enthalten. Die nach dem HAB hergestellten Fertigpräparate werden rechtlich wie homöopathische Arzneimittel behandelt: ihr Inverkehrbringen bedarf der behördlichen Genehmigung (Zulassung, Registrierung), an die Herstellungsbedingungen gelten strenge Anforderungen. Das Registrierungsverfahren erfordert keinen Wirksamkeitsnachweis, es muss lediglich sichergestellt werden, dass das Mittel dem Patienten nicht schadet.
Für Spagyrika, die heutzutage von pharmazeutischen Unternehmen vermarktet werden, konnte weder eine über die Placebowirkung hinausgehende Wirksamkeit nachgewiesen noch ein plausibler Wirkmechanismus postuliert werden.

## Geschichte

### Paracelsus
Die Arzneimittelherstellung und Therapie nach den weltanschaulichen und praktischen Regeln der Alchemie geht auf Theophrastus von Hohenheim (1493–1541), genannt Paracelsus, zurück, von dem der Begriff überliefert ist:

„Darumb so lern alchimiam die sonst spagyria heisst, die lehret das falsch scheiden von dem gerechten“

Mit der Herstellung von Arzneimitteln mittels alchemischer Verfahren grenzte Paracelsus sein Heilsystem von der damals verbreiteten „galenischen“ Medizin ab. Die therapeutische Anwendung wurde vor dem Hintergrund der alchemistischen Philosophie und damit der alchemistischen Sicht des Menschen und seiner Umwelt durchgeführt. Dazu gehörte die Vorstellung von den Entien, den vier Elementen, den philosophischen Prinzipien, den Astra, dem von Paracelsus iatrochemisch erweiterten Begriff des Archäus, der Mumia, den Virtutes und dem Tartarus.

### Iatrochemie (16. und 17. Jahrhundert)
Angeregt durch die paracelsische Spagyrik erlangte die Alchemie im 17. Jahrhundert eine zunehmende Bedeutung für die Medizin und es entstand die Iatrochemie oder Chemiatrie. Sie fand in der Folgezeit besondere Beachtung beim Adel und zu Hofe. Landgraf Moritz von Hessen-Kassel richtete 1609 in Marburg den weltweit ersten Lehrstuhl für Chemiatrie ein und besetzte ihn mit Johannes Hartmann. Ein weiterer Iatrochemiker war Johann Rudolph Glauber.
Die Iatrochemie verlor Ende des 17. Jahrhunderts an Bedeutung und erlebte im 19. Jahrhundert in Form weiterer Heilsysteme einen Aufschwung.

### Spagyrische Heilsysteme im 19. Jahrhundert
Erfahrungsheillehre von Johann Gottlieb Rademacher
Anfang des 19. Jahrhunderts entwickelte  Johann Gottfried Rademacher (1772–1850) basierend auf den Lehren der „scheidekünstigen Ärzte“ seine Erfahrungsheillehre.
Elektrohomöopathie des Cesare Mattei
Die von dem italienischen Politiker und Heiler Cesare Mattei (1809–1896) verwendeten Mittel, die er in der Ausübung der von ihm begründeten Elektrohomöopathie einsetzte, sollen auf spagyrisch aufbereiteten pflanzlichen Substanzen beruhen, was aber nicht belegt ist. Später entstand  in Abwandlung der Elektrohomöopathie durch den Homöopathen Theodor Krauß (1864–1924) in Zusammenarbeit mit dem Regensburger Apotheker Johannes Sonntag (1863–1945), die JSO-Komplex-Heilweise nach Krauß, auch JSO-Spagirik genannt.
Heilsystem nach Dr. Zimpel
Der schlesische Eisenbahningenieur Carl-Friedrich Zimpel (1801–1879) entwickelte ab 1868 das nach ihm benannte Heilsystem, nachdem er in Italien Cesare Mattei kennengelernt hatte. Es verwendete neben den „Spagyrischen Pflanzenmitteln“ auch die sogenannten „Elektrizitätsmittel“ und weitere, nicht ausschließlich spagyrisch hergestellte Mittel („Arcana“). Zimpel hielt die Destillation für einen wesentlichen Herstellungsschritt und glaubte, durch ausdauernde Destillationsvorgänge die arzneiliche Wirkung seiner Mittel besonders zu verstärken.
Die heute angebotenen und mit dem Namen Zimpels bezeichneten Spagyrika werden allerdings nicht nach der original Zimpelschen Herstellungsmethode gefertigt. Sie gehen vermutlich auf Vorschriften von Johann Rudolph Glauber zurück. Im Gegensatz zu den Zubereitungen, die nach der original Zimpelschen Herstellungsmethode gefertigt wurden, enthalten sie keine Wirkstoffe mehr. In den Produkten sind nur die wasserdampfflüchtigen Stoffe des vergorenen Ansatzes und die löslichen Mineralsalze der Asche des Pressrückstands enthalten. Eine medizinische pharmakologische Wirkung dieser Produkte konnte nie nachgewiesen werden.

### 20. Jahrhundert
Bekannte Spagyriker des 20. Jahrhunderts waren etwa Conrad Johann Glückselig (1864–1934), Alexander von Bernus (1880–1965), Walter Strathmeyer (1899–1969) und Frater Albertus (bürgerlicher Name Albert Riedel, 1911–1984).